# GYP (소프트웨어)
GYP(Generate Your Projects)는 빌드 자동화 도구이며 파이썬으로 작성된 메타 빌드 시스템이다. GYP는 Google이 Chromium 웹 브라우저를 빌드 할 때 OS에 의존하는 IDE들의 프로젝트 파일 (예 : Visual Studio Code 및 Xcode )을 생성하기 위해 만들어졌으며 BSD 소프트웨어 라이센스를 사용하여 오픈 소스 소프트웨어로 라이센스가 부여되었다.
GYP의 기능은 CMake 빌드 도구와 비슷하다. GYP는 하나 이상의 대상 프로젝트 파일을 작성 및 생성하기 위해 JSON 사전을 포함하는 파일을 처리한다. 단일 소스 .GYP 파일은 일반 파일 또는 대상 파일이며 대상 파일은 각 대상 빌드 도구에만 적용된다.
GYP를 사용하여 구축되는 소프트웨어 프로젝트에는 V8 Javascript 엔진, Google의 Chromium 웹 브라우저, 다트, Node.js, WebRTC, Telegram 및 Electron이 있다.
2016년에 Chromium 프로젝트는 GYP를 GN으로 대체했다.
GYP는 대부분의 주요 OS를 지원하는 닌자 파일이나 빌드 프로젝트 파일을 생성 할 수 있다.

## 같이 보기
- GN